# ساعة جزيئية

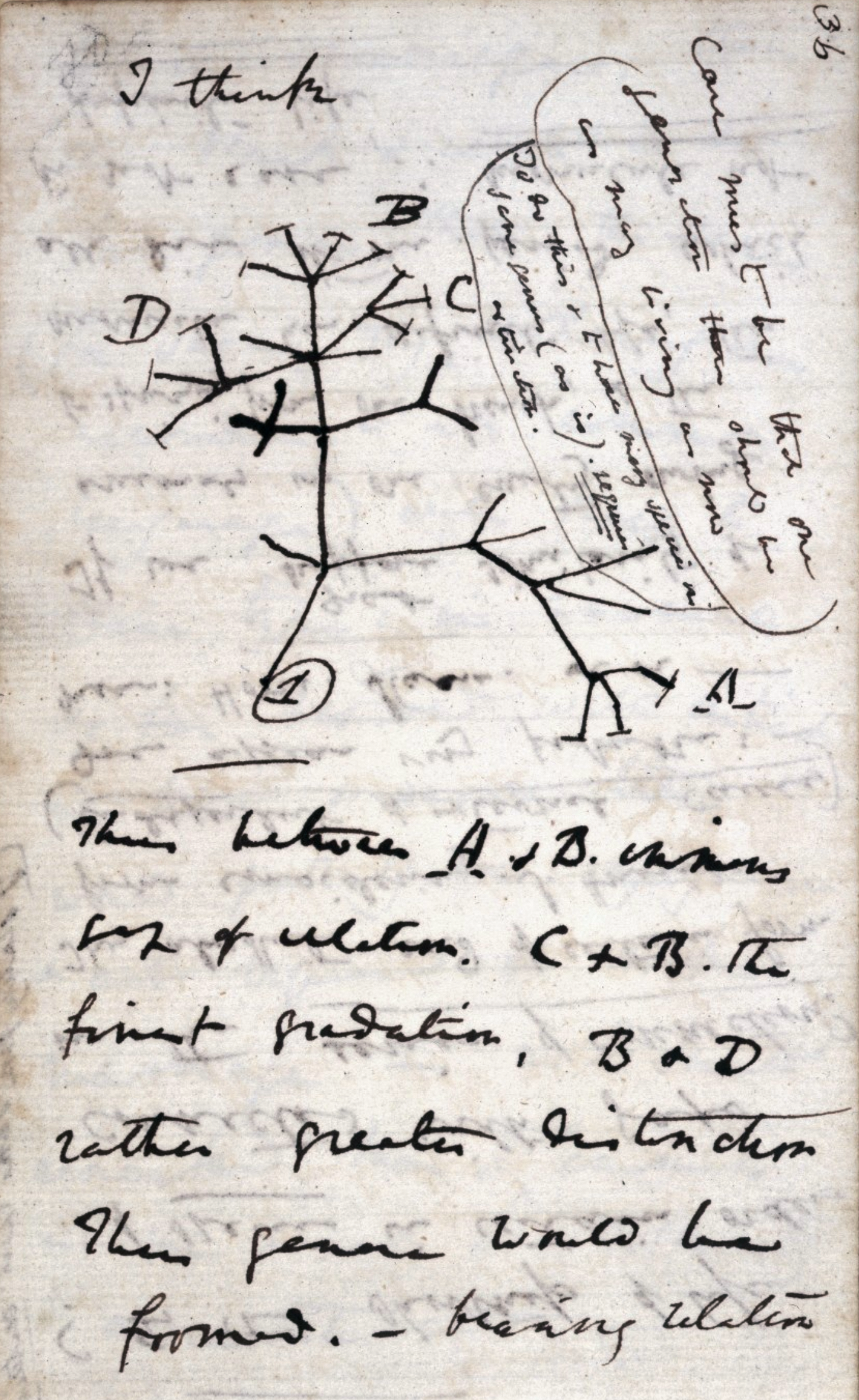

الساعة الجزيئية (بالإنجليزية: Molecular clock) مصطلح مجازي لتقنية تستخدم معدل طفرة الجزيئات الحيوية لاستنتاج الوقت في عصور ما قبل التاريخ الذي تباعد فيه شكلان (سلالتان) أو أكثر من أشكال الحياة. عادة ما تكون البيانات الجزيئية الحيوية المستخدمة في هذه الحسابات عبارة عن تسلسلات نيوكليوتيدات للحمض النووي الريبوزي منقوص الأكسجين (DNA) أو الحمض النووي الريبوزي منقوص الأكسجين (RNA)، أو تسلسلات أحماض أمينية للبروتينات.

## الاكتشاف المبكر وتساوي المسافة الجينية
نسب مفهوم وجود ما يسمى الساعة الجزيئية لأول مرة إلى إميل زوكركاندل ولينوس بولينج، اللذين لاحظا عام 1962 أن عدد اختلافات الأحماض الأمينية في الهيموغلوبين بين السلالات المختلفة يتغير بشكل خطي تقريبًا مع مرور الوقت، وفقًا لتقديرات الأدلة الأحفورية. وقد عمما هذه الملاحظة لتأكيد أن معدل التغير التطوري لأي بروتين محدد كان ثابتًا تقريبًا بمرور الوقت وعبر السلالات المختلفة (المعروفة باسم فرضية الساعة الجزيئية).
لوحظت ظاهرة تساوي البعد الجيني لأول مرة عام 1963 على يد إيمانويل مارغولياش، الذي كتب: يبدو أن عدد فروق البقايا بين السيتوكروم سي لأي نوعين مشروط في الغالب بالوقت المنقضي منذ تباعد خطوط التطور المؤدية إلى هذين النوعين. إذا كان هذا صحيحًا، فيجب أن يكون السيتوكروم سي لجميع الثدييات مختلفًا بنفس القدر عن السيتوكروم سي لجميع الطيور. وبما أن الأسماك تتباعد عن المسار الرئيسي لتطور الفقاريات قبل الطيور أو الثدييات، فيجب أن يكون السيتوكروم سي لكل من الثدييات والطيور مختلفًا بنفس القدر عن السيتوكروم سي للأسماك. وبالمثل، يجب أن يكون السيتوكروم سي لجميع الفقاريات مختلفًا بنفس القدر عن بروتين الخميرة. على سبيل المثال، الفرق بين السيتوكروم سي لسمك الشبوط والضفدع والسلحفاة والدجاج والأرنب والحصان ثابت جدًا بنسبة 13٪ إلى 14٪. وبالمثل، يتراوح الفرق بين السيتوكروم سي للبكتيريا والخميرة والقمح والعثة والتونة والحمام والحصان بين 64% و69%. وبالاشتراك مع عمل إميل زوكركاندل ولينوس بولينج، أدت نتيجة تساوي المسافة الجينية مباشرةً إلى الافتراض الرسمي لفرضية الساعة الجزيئية في أوائل ستينيات القرن العشرين.
وبالمثل، أظهر فينسنت ساريتش وآلان ويلسون عام 1967 أن الاختلافات الجزيئية بين الرئيسيات الحديثة في بروتينات الألبومين أظهرت حدوث معدلات تغير ثابتة تقريبًا في جميع السلالات التي قيموها. تضمن المنطق الأساسي لتحليلهم إدراك أنه إذا تطورت سلالة أحد الأنواع بسرعة أكبر من سلالة الأنواع الشقيقة منذ سلفهما المشترك، فإن الاختلافات الجزيئية بين الأنواع الخارجية (الأبعد صلة) والأنواع الأسرع تطورًا يجب أن تكون أكبر (لأن المزيد من التغيرات الجزيئية كانت ستتراكم على تلك السلالة) من الاختلافات الجزيئية بين الأنواع الخارجية والأنواع الأبطأ تطورًا. تعرف هذه الطريقة باختبار المعدل النسبي. على سبيل المثال، أفادت ورقة ساريتش وويلسون البحثية بأن التفاعلات المناعية المتصالبة للألبومين لدى الإنسان (الإنسان العاقل) والشمبانزي (سكان الكهوف) تشير إلى اختلافهما المتقارب عن أنواع القردة (قرود العالم الجديد) (ضمن نطاق الخطأ التجريبي). هذا يعني أن كليهما تراكمت لديه تغيرات متساوية تقريبًا في الألبومين منذ سلفهما المشترك. وجد هذا النمط أيضًا في جميع مقارنات الرئيسيات التي اختبروها. عند معايرة هذه النتائج مع نقاط فرع الأحافير القليلة الموثقة جيدًا (مثل عدم العثور على أحافير رئيسية ذات طابع حديث قبل حدود العصر الطباشيري-الثلاثي)، دفع هذا ساريتش وويلسون إلى القول بأن تباعد الإنسان والشمبانزي ربما حدث قبل حوالي 4-6 ملايين سنة فقط.

## العلاقة بنظرية الحياد
كانت ملاحظة معدل التغير الجزيئي الشبيه بالساعة ظاهريًا بحتًا في الأصل. لاحقًا، طور عمل موتو كيمورا نظرية الحياد للتطور الجزيئي، التي تنبأت بوجود ساعة جزيئية. لنفترض وجود N فردًا، ولتبسيط هذه العملية الحسابية، لنفترض أن الأفراد أحاديو الصيغة الصبغية (أي لديهم نسخة واحدة من كل جين). لنفترض أن معدل الطفرات المحايدة (أي الطفرات التي لا تؤثر على اللياقة) في فرد جديد هو μ. يكون احتمال أن تصبح هذه الطفرة الجديدة ثابتة في المجموعة السكانية 1/N، لأن كل نسخة من الجين متساوية في الجودة مع أي نسخة أخرى. في كل جيل، يمكن أن يحمل كل فرد طفرات جديدة، وبالتالي يكون هناك μ. طفرة محايدة جديدة في المجموعة السكانية ككل. هذا يعني أنه في كل جيل، μ طفرة محايدة جديدة ستصبح ثابتة. إذا كانت معظم التغيرات التي تلاحظ أثناء التطور الجزيئي محايدة، فإن التثبيتات في المجموعة السكانية ستتراكم بمعدل زمني يساوي معدل الطفرات المحايدة في الفرد.

## المعايرة
لاستخدام الساعات الجزيئية لتقدير أزمنة التباعد، يجب معايرة الساعات الجزيئية. ويرجع ذلك إلى أن البيانات الجزيئية وحدها لا تحتوي على أي معلومات عن الأزمنة المطلقة. في مجالي علم الوراثة الفيروسي ودراسات الحمض النووي القديم - وهما مجالان من علم الأحياء التطوري يمكن فيهما أخذ عينات من التسلسلات على نطاق زمني تطوري - يمكن استخدام تواريخ العينات الوسيطة لمعايرة الساعة الجزيئية. ومع ذلك، تتطلب معظم دراسات النشوء والتطور معايرة الساعة الجزيئية باستخدام أدلة مستقلة حول التواريخ، مثل السجل الأحفوري. هناك طريقتان عامتان لمعايرة الساعة الجزيئية باستخدام الأحافير: معايرة العقدة ومعايرة الطرف.

### معايرة العقدة
تعرف أحيانًا بتأريخ العقدة، وهي طريقة لتحديد مقياس زمني لأشجار النشوء والتطور من خلال تحديد قيود زمنية لعقدة واحدة أو أكثر في الشجرة. استخدمت الطرق المبكرة لمعايرة الساعة قيدًا أحفوريًا واحدًا فقط (مثل تنعيم المعدل غير المعياري)، ولكن الطرق الأحدث (BEAST وr8s) تسمح باستخدام أحافير متعددة لمعايرة الساعات الجزيئية. تستخدم أقدم أحفورة في الفرع لتحديد الحد الأدنى لعمر العقدة التي تمثل أحدث سلف مشترك للفرع. ومع ذلك، نظرًا لعدم اكتمال حفظ الأحفورة وعوامل أخرى، تكون الفروع عادةً أقدم من أقدم أحافيرها. ولمراعاة ذلك، يسمح للعقد بأن تكون أقدم من الحد الأدنى للقيد في تحليلات معايرة العقد. ومع ذلك، فإن تحديد مقدار عمر العقدة المسموح به أمر صعب. هناك عدد من الاستراتيجيات لاستنباط الحد الأقصى لعمر الفرع بما في ذلك تلك القائمة على نماذج الولادة والوفاة، وتحليلات التوزيع الطبقي للأحافير، أو ضوابط الدفن. بدلًا من ذلك، أي من الحد الأقصى والحد الأدنى، يمكن استخدام كثافة الاحتمال لتمثيل عدم اليقين بشأن عمر الفرع. يمكن أن تتخذ كثافات المعايرة هذه شكل كثافات احتمالية قياسية (مثل: طبيعي، لوغاريتمي طبيعي، أسي، جاما) والتي يمكن استخدامها للتعبير عن عدم اليقين المرتبط بتقديرات زمن التباعد. تحديد شكل ومعايير توزيع الاحتمالات ليس بالأمر السهل، ولكن هناك طرق لا تستخدم أقدم الأحافير فحسب، بل تستخدم أيضًا عينة أكبر من السجل الأحفوري للفروع لتقدير كثافات المعايرة تجريبيًا. وقد أظهرت الدراسات أن زيادة عدد قيود الأحافير يزيد من دقة تقدير زمن التباعد.

### معايرة الطرف
يشار إليها أحيانًا باسم تأريخ الطرف، وهي طريقة لمعايرة الساعة الجزيئية حيث تعامل الأحافير كأصناف وتوضع على أطراف الشجرة. يتم تحقيق ذلك من خلال إنشاء مصفوفة تتضمن مجموعة بيانات جزيئية للتصنيفات الموجودة إلى جانب مجموعة بيانات مورفولوجية لكل من التصنيفات المنقرضة والقائمة. وعلى عكس معايرة العقد، تعيد هذه الطريقة بناء طوبولوجيا الشجرة وتضع الأحافير في وقت واحد. تعمل النماذج الجزيئية والمورفولوجية معًا في وقت واحد، ما يسمح للمورفولوجيا بإبلاغ وضع الأحافير. تستفيد معايرة الطرف من جميع التصنيفات الأحفورية ذات الصلة أثناء معايرة الساعة، بدلًا من الاعتماد فقط على أقدم أحفورة في كل فرع. لا تعتمد هذه الطريقة على تفسير الأدلة السلبية لاستنتاج أقصى أعمار الفرع.